# Mali i Gjalicës
Mali i Gjalicës är en bergstopp i Albanien.   Den ligger i prefekturen Qarku i Kukësit, i den norra delen av landet, 90 km nordost om huvudstaden Tirana. Toppen på Mali i Gjalicës är 2 489 meter över havet, eller 764 meter över den omgivande terrängen. Bredden vid basen är 17,2 km.
Terrängen runt Mali i Gjalicës är bergig åt nordost, men åt sydväst är den kuperad. Mali i Gjalicës är den högsta punkten i trakten. 
Omgivningarna runt Mali i Gjalicës är en mosaik av jordbruksmark och naturlig växtlighet.  Runt Mali i Gjalicës är det ganska tätbefolkat, med 58 invånare per kvadratkilometer.